# Kaskegöl
Kaskegöl är en sjö i Hultsfreds kommun i Småland och ingår i Emåns huvudavrinningsområde. Sjön har en area på 0,0551 kvadratkilometer och ligger 187,2 meter över havet.

## Delavrinningsområde
Kaskegöl ingår i det delavrinningsområde (638233-149450) som SMHI kallar för Inloppet i Hällefors Damm. Medelhöjden är 169 meter över havet och ytan är 30,21 kvadratkilometer. Räknas de 22 avrinningsområdena uppströms in blir den ackumulerade arean 429,07 kvadratkilometer. Silverån (Brusaån) som avvattnar avrinningsområdet har biflödesordning 2, vilket innebär att vattnet flödar genom totalt 2 vattendrag innan det når havet efter 125 kilometer. Avrinningsområdet består mestadels av skog (85 procent). Avrinningsområdet har 0,11 kvadratkilometer vattenytor vilket ger det en sjöprocent på 0,4 procent. Bebyggelsen i området täcker en yta av 0,65 kvadratkilometer eller 2 procent av avrinningsområdet.